# Trend Micro Internet Security
Internet Security (in Australien bekannt als PC-Chillin Internet Security und in Japan bekannt als Virus Buster) ist ein für Privatanwender konzipiertes PC-Sicherheitspaket, welches vom japanischen Softwarehersteller Trend Micro entwickelt wurde.
Das Programm beinhaltet ein Antivirenprogramm, Schutz vor Webbedrohungen, Browser-Cookie-Entfernung und eine Firewall.

## Bestandteile
Die Version Trend Micro Internet Security 2014 umfasste die folgenden Funktionalitäten:
- Anti-Spyware
- Cloud-Sicherheit
- Rootkit-Schutz
- Anti-Bot
- Datenvernichtung
- Anti-Phishing
- Anti-Keylogger
- Anti-Trojaner
- Browserschutz
- Messengerschutz
- Social-Network-Schutz
- E-Mail-Schutz
- Speichermedien-Scan
- Echtzeitscan

## Rezeption
Die Programmversion 2012 wurde durch das Virentestlabor AV-Test geprüft. Hierbei konnten 99,25 % aller Schädlinge erkannt werden. Bei der Beseitigung aktiver Malware zeigt das Programm Schwächen und konnte lediglich 80,7 % beseitigen.
Die Entfernung von Rootkits erwies sich als durchschnittlich mit einer Entfernungsquote von 92,9 %. Insgesamt wurde dem Programm ein gutes Urteil bescheinigt.